# Marie Alphonse Bedeau

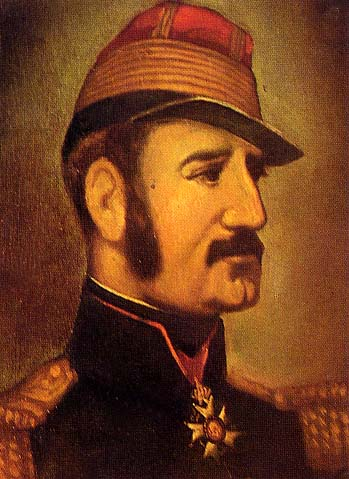
Gen. Marie Alphonse Bedeau

Marie Alphonse Bedeau (ur. 19 sierpnia 1804 w Vertou, zm. 30 października 1863 w Nantes) – francuski generał i polityk.
Ukończył szkołę wojskową La Flêche i w 1825 jako oficer wstąpił do armii francuskiej. Od 24 lutego do 25 lutego 1848 (czyli przez zaledwie dwa dni) piastował urząd ministra wojny Francji. Zmarł w wieku 59 lat.